# 青洲仔
青洲仔是香港的一個地方，位於大嶼山東北部的青洲仔半島西岸。青洲仔昔日為一個海角，分隔東面的倒扣灣和西面的青洲灣，並有數戶人家。
因為1990年代的香港機場核心計劃，青洲仔兩旁的海灣被填平，海角的地貌隨之消失。青洲仔成為青嶼幹線收費廣場的所在地。1998年，青洲仔被建議發展低密度住宅，但現時除了收費廣場和公路外，並無大型發展。